# Rhabdocheirus incertus
Rhabdocheirus incertus là một loài chân đều trong họ Rhabdochiridae. Loài này được Bonnier miêu tả khoa học năm 1898.